# The best of (Vatrogasci)
The best of je prvi kompilacijski album hrvatskog glazbenog sastava "Vatrogasci".

## Popis pjesama
1. E, pa šta (3:10)
2. Pekara (3:10)
3. Joj što volim (3:37)
4. Quantanamera (3:15)
5. Vatrogasac Mirko (3:08)
6. Vatrogasna zabava (3:10)
7. Ritam iza denser (3:33)
8. Nema ograničenja (4:02)
9. Raspiči-opiči -- feat. Željko Pervan (4:18)
10. Ja volim vatat muve (3:30)
11. M. Gorki (3:42)
12. Čičikita (3:20)
13. Ajnc, cvaj, draj (3:53)
14. Ribar plete (2:42)
15. Samo zbog litre (3:18)
16. Ženićute (3:37)
17. Traktori (3:41)
18. Kako došlo-tako prošlo (3:22)

## Izvođači
- Tihomir Borošak-Tiho:
- Dean Parmak-Deki:
- Vladimir Pavelić-Bubi: vodeći vokal

## Vanjske poveznice
- Službene stranice sastava  Arhivirana inačica izvorne stranice od 22. srpnja 2010. (Wayback Machine)